# Eryphanis amphimedon
Eryphanis amphimedon är en fjärilsart som beskrevs av Felder 1866. Eryphanis amphimedon ingår i släktet Eryphanis och familjen praktfjärilar. Inga underarter finns listade i Catalogue of Life.